# Alexander J. Hahn
Alexander John Hahn (* 9. September 1943 in Bielitz, Polen) ist ein US-amerikanischer Mathematiker, der sich mit Algebra befasst.
Hahn studierte an der Loyola University Los Angeles mit dem Bachelor-Abschluss 1965 und an der University of Notre Dame, an der er 1968 seinen Master-Abschluss machte und 1970 bei Timothy O’Meara promoviert wurde (On the isomorphisms of the classical groups over infinite fields). Als Post-Doktorand war er als Fellow der National Science Foundation in Westdeutschland. Er ist seit 1973 Assistant Professor, seit 1978 Associate Professor und seit 1984 Professor für Mathematik an der University of Notre Dame.
1982/83 war er Gastprofessor an der University of California, Santa Barbara. 1988 war er an der Universität Innsbruck.
Er befasst sich mit orthogonalen Gruppen und anderen klassischen Gruppen über Körpern und Integritätsringen und in der Zahlentheorie, mit quadratischen und hermiteschen Formen, deren Witt-Gruppen, K-Theorie, Clifford Algebren und Azumaya Algebren.
Daneben befasst er sich auch mit Wissenschaftsgeschichte, zum Beispiel den Experimenten von Galileo Galilei. Er schrieb ein populärwissenschaftliches Buch über Mathematik in der Architektur.
Er ist seit 1972 verheiratet und hat ein Kind.

## Schriften
- Basic Calculus. From Archimedes to Newton to its role in science, Springer Verlag 1998 (auch ins Japanische übersetzt)
- Mathematical Excursions to the World´s Great Buildings, Princeton University Press 2011
- mit Timothy O’Meara: The classical groups and K-theory, Grundlehren der mathematischen Wissenschaften 291, Springer Verlag 1989
- Quadratic forms over Z. From Diophantus to the 290 Theorem, Advances in Applied Clifford Algrebras, Band 18, 2008, S. 665–676
- Quadratic Algebras, Clifford Algebras and Arithmetic Witt Groups, Universitext, Springer Verlag 1994
- The Zassenhaus Decomposition for the Orthogonal Groups: Properties and Applications, Documenta Mathematica, 2001, S. 165–181
- The Clifford Algebra in the Theory of Algebras, Quadratic Forms, and Classical Groups, in Rafal Ablamowicz (Herausgeber) Clifford Algebras – Applications to Mathematics, Physics, and Engineering, Progress in Mathematical Physics 34, Birkhäuser Verlag, 2004, Kapitel 19, S. 307–325